# Sull'orlo della paura
Sull'orlo della paura (A Dandy in Aspic) è un film di spionaggio del 1968 diretto da Anthony Mann.

## Trama
A Londra, durante la guerra fredda, i servizi segreti britannici affidano all'agente Eberlin la missione di recarsi a Berlino Ovest, insieme al collega Gatiss, per uccidere Krasnevin, un pericoloso agente russo.
Ma Eberlin, che continua a incontrare per caso la bella Caroline, è in realtà lui stesso Krasnevin, ed è terrorizzato dal pensiero che la sua vera identità possa essere scoperta.

## Produzione
Tratto da un romanzo di Derek Marlowe, che ne ha curato la sceneggiatura, il film fu prodotto e diretto da Anthony Mann, che morì durante le riprese. Lo sostituì alla regia Laurence Harvey, di origini lituane.
- Produttore associato: Leslie Gilliat
- Direttore di produzione: Harold Buck

## Promozione
Per la locandina fu utilizzata la tagline «A double agent... ordered to kill.. himself!».